# Mnemosyne
Mnemosyne，是一款采用间隔重复（spaced repetition）算法的软件，于2003年开发至今。类似软件有SuperMemo、Anki。
Mnemosyne，以希腊记忆女神谟涅摩叙涅（希臘語：Μνημοσύνη）命名。
Mnemosyne使用的是SuperMemo算法的一个早期版本，并进行了适当修正。
Mnemosyne也会收集使用者的数据。这些数据被用来进行长期记忆的研究。

## 特征
- 支持图片、声音、HTML和LaTex
- 能安装在USB设备上
- 允许卡片的目录化
- 对使用者的学习进程进行统计并记录

## 实现
Mnemosyne用Python编写而成，可以在Microsoft Windows，Linux和Mac OS X上运行。